# Президентские выборы в Польше (1990)
Президентские выборы в Польше прошли в 1990 году в два тура, 25 ноября и 9 декабря соответственно. Впервые в истории президент Польши избирался всенародным голосованием.
Явка на выборах составила 60,6 % избирателей в первом туре и 53,4 % во втором туре.
Президентом во втором туре был избран беспартийный кандидат, лидер профсоюза «Солидарность» Лех Валенса. Неожиданно занявший второе место в первом туре беспартийный кандидат, канадский бизнесмен Станислав Тыминьский, получил во втором туре чуть больше голосов, чем в первом.
Действующий президент Войцех Ярузельский свою кандидатуру не выставил.
Первый в новейшей истории премьер-министр Польши Тадеуш Мазовецкий, которому прочили второе место и борьбу с Валенсой во втором туре, получил лишь 18,08 % голосов и занял третье место, в результате чего выбыл из борьбы за президентское кресло.

## Результаты выборов
| Кандидат                    | Кандидат                    | Партия                              | Первый тур | Первый тур | Второй тур | Второй тур |
| Кандидат                    | Кандидат                    | Партия                              | Голосов    | %          | Голосов    | %          |
| --------------------------- | --------------------------- | ----------------------------------- | ---------- | ---------- | ---------- | ---------- |
|                             | Лех Валенса                 | Солидарность                        | 6 569 889  | 39,96      | 10 622 696 | 74,25      |
|                             | Станислав Тыминьский        | Независимый кандидат                | 3 797 605  | 23,10      | 3 683 098  | 25,75      |
|                             | Тадеуш Мазовецкий           | Солидарность                        | 2 973 364  | 18,08      |            |            |
|                             | Влодзимеж Цимошевич         | Социал-демократия Республики Польша | 1 514 025  | 9,21       |            |            |
|                             | Роман Бартоще               | Польская народная партия            | 1 176 175  | 7,15       |            |            |
|                             | Лешек Мочульский            | Конфедерация независимой Польши     | 411 516    | 2,50       |            |            |
| Действительных бюллетеней   | Действительных бюллетеней   | Действительных бюллетеней           | 16 442 474 | 98,45      | 14 305 794 | 97,65      |
| Недействительных бюллетеней | Недействительных бюллетеней | Недействительных бюллетеней         | 259 526    | 1,55       | 344 243    | 2,35       |
| Всего бюллетеней            | Всего бюллетеней            | Всего бюллетеней                    | 16 702 000 | 100,00     | 14 650 037 | 100,00     |
| Явка избирателей            | Явка избирателей            | Явка избирателей                    | 27 545 625 | 60,63      | 27 436 078 | 53,40      |
| Источник: Nohlen & Stöver   |                             |                                     |            |            |            |            |